# Брендан Огустін
Брендан Огустін (англ. Brendan Augustine; нар. 26 жовтня 1971, Іст-Лондон) — південноафриканський футболіст, що грав на позиції нападника.

## Клубна кар'єра
У дорослому футболі дебютував 1990 року виступами за команду «Буш Бакс» з міста Умтата, в якій провів п'ять сезонів, взявши участь у 122 матчах чемпіонату. Більшість часу, проведеного у складі цієї команди, був основним гравцем атакувальної ланки команди і одним з головних бомбардирів команди, маючи середню результативність на рівні 0,36 голу за гру першості.
На початку 1996 року перейшов у австрійський ЛАСК (Лінц). Відіграв за команду з Лінца наступні три з половиною сезони своєї ігрової кар'єри.
1999 року перейшов до клубу «Аякс» (Кейптаун), за який відіграв 2 сезони. Завершив професійну кар'єру футболіста виступами за команду «Аякс» (Кейптаун) у 2001 році.

## Виступи за збірну
1993 року дебютував в офіційних матчах у складі національної збірної ПАР. Першим великим турніром для Брендана став Кубок конфедерацій 1997 року у Саудівській Аравії, де Огустін забив гол у грі проти Чехії (2:2), втім африканці так і не зуміли вийти з групи.
На початку наступного року взяв участь у Кубку африканських націй 1998 року у Буркіна Фасо, де був основним гравцем і зіграв у п'яти з шести ігор, в тому числі і в програному фіналі проти Єгипту (0:2), і разом з командою здобув «срібло». Влітку того ж року поїхав і на чемпіонат світу 1998 року у Франції. Однак, він зміг зіграти там лише дві гри: з Францією (0:3) і Данією (1:1), після чого він і його партнер Ноті Мокоена були виключені з команди через порушення комендантської години, встановленої тренером Філіппом Труссьє.
Протягом кар'єри у національній команді, яка тривала 6 років, провів у формі головної команди країни 30 матчів, забивши 4 голи.

## Титули і досягнення
- Срібний призер Кубка африканських націй: 1998